# Jérôme Gallimard de Vaucharmes
Jérôme Gallimard dit Jérôme Gallimard de Vaucharmes, né le 8 octobre 1758 à Saint-Florentin (Yonne) où il est mort le 15 janvier 1847, est un officier supérieur français de la Révolution.

## Biographie

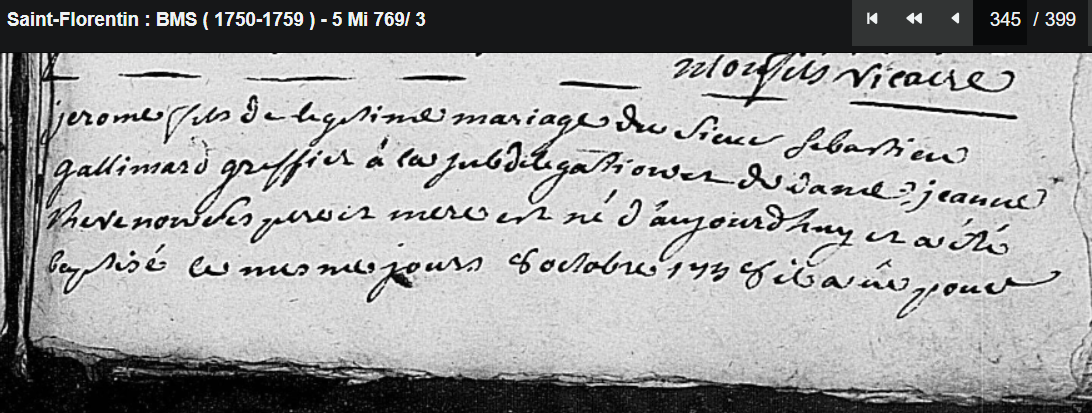
Acte de baptême de Jérôme Gallimard (partie 1 sur 2).

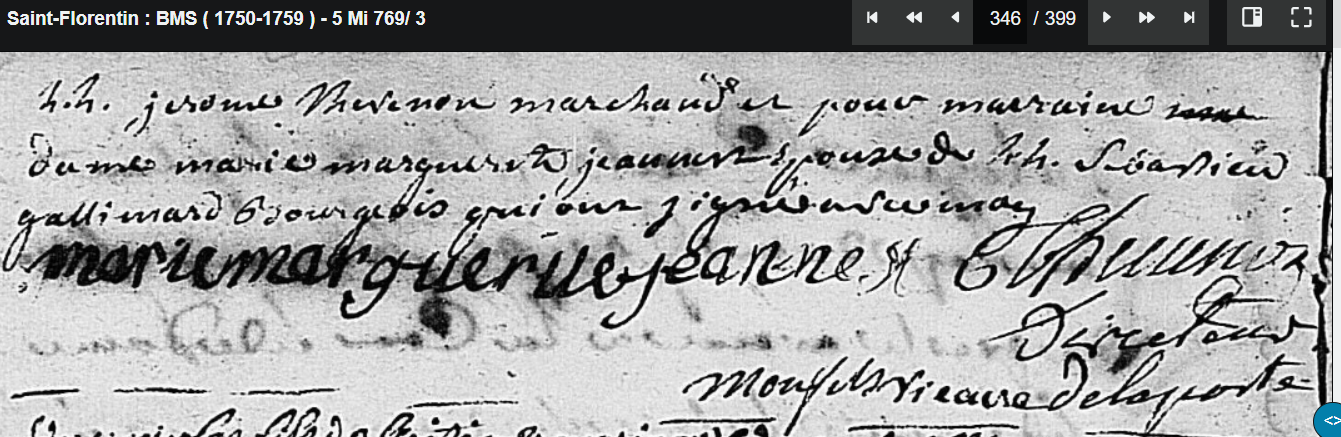
Acte de baptême de Jérôme Gallimard (partie 2 sur 2).

Jérôme Gallimard est né le 8 octobre 1758 à Saint-Florentin dans l'Yonne. Il appartient à cette ancienne famille patricienne florentinoise qui compte également Gaston Gallimard qui fonda au début du vingtième siècle les éditions du même nom. Il est le fils de Sébastien Gallimard, greffier de la subdélégation de Saint-Florentin et administrateur du district de Mont Armance sous la Révolution, et de Jeanne Thevenon. Son grand-père, nommé aussi Sébastien Gallimard, était huissier, receveur du prieuré de Frévaux et échevin de Saint Florentin.

### Officier
Jérôme Gallimard est un officier supérieur français de la Révolution.
Il s'engage le 22 avril 1777 au régiment des Dragons de la Reine, devient officier-bas brigadier le 17 juillet 1784. Dans la revue des troupes il est répertorié au nom Vaucharmes. Jérôme Gallimard-Vau(x)charme(s) ou Gallimard de Vaucharmes, dit Vaucharmes ; c'est son nom de guerre. « Taille 5 pieds, 5 pouces, cheveux et sourcils châtain claires, les yeux gris bleus, nez aquilin, bouche petite, visage ovale et coloré ». Quelque temps après la promulgation de l'édit de Ségur de 1781 (qui imposait à tous les candidats à une sous-lieutenance dans l’infanterie, la cavalerie et les dragons de prouver quatre degrés de noblesse), il quitte l'armée et reçoit son congé du régiment pour ancienneté le 13 juillet 1785, n'y voyant plus aucune perspective de devenir officier.
Le 22 juillet 1791, au moment de la levée en masse, il rejoint le second bataillon des volontaires de l'Yonne dont il est nommé quartier maître-trésorier puis chef de bataillon, lieutenant colonel le 10 mars 1792 succédant à Etienne Ferrand d'Arblay. Davout futur duc d'Auerstaedt commandait alors le troisième bataillon des volontaires de l'Yonne et Edme Martin Bourdois de Champfort le premier.
Après avoir participé à la bataille de Valmy le 20 septembre 1792, Gallimard est à la campagne de Belgique. Il assiste au siège de Namur et de Maestricht. Il est à la bataille de Jemmapes et à la prise de Mons. En 1793, il est aux affaires de Trilemont, de Famars, de Werwick et assiste à la prise de Condé.
Le 1er avril 1794, Gallimard commande environ un millier d'hommes et prend part à l'affaire de Rousselaer. Le 18 mai 1794 il remporte la victoire de Tourcoing. Le prince de Cobourg admirant son héroïsme surnommait son escouade le "bataillon du Diable".
Le 4 avril, il poursuit Dumouriez au moment de sa trahison.
Le 3 juin 1794, Le second bataillon des volontaires de l'Yonne devint le troisième bataillon de la 67em brigade de ligne (infanterie légère).
Après avoir fait les campagnes de 92, 93, 94 et 95, il dut quitter l'armée à regret pour s'occuper d'affaires de commerce et de famille « qui eussent infailliblement périclité s'[il n'eut] été forcé d'en venir prendre le gouvernement après de longs tourments »[réf. nécessaire].
Il demande sa réintégration dans la Grande Armée dans une lettre datée du 1er septembre 1808 adressée au ministre de la guerre qui était alors le général Henri-Jacques-Guillaume Clarke, duc de Feltre. Cette demande n'eut, semble-t-il, pas de suite.

### Directeur des messageries royales
Sous la Restauration, il assuma l'office civil de directeur des Messageries royales.
Il assuma également quelques charges municipales à Saint-Florentin. Il meurt à la toute fin de la monarchie de Juillet, en laissant à sa postérité une grande fortune.
Son arrière petite fille, Hermance (mariée le 5 août 1872 aux Riceys (Aube) avec Louis Ernest Cœurderoy) fut la dernière de ses descendants en ligne directe.